# پایگاه دریایی پسابندر
پایگاه دریایی پسابندر از پایگاه‌های نیروی دریایی ارتش ایران در استان سیستان و بلوچستان و سواحل دریای مکران است، که تحت امر منطقه سوم دریایی نبوت فعالیت می‌کند. هم‌اکنون ناخدا سوم حامد جمالی فرماندهی پایگاه دریایی پسابندر را برعهده دارد. این پایگاه در سال ۱۳۹۱ تأسیس شد.
فرماندهی پایگاه دریایی پسابندر در منتهی‌الیه جنوب شرقی ایران و دورافتاده‌ترین پایگاه نظامی این کشور در مجاورت بندر گواتر می‌باشد، که تحت فرماندهی منطقه سوم کنارک، دریای عمان و نوار مرزی ساحلی در آن محدوده را تحت نظر دارد. مأموریت اصلی این پایگاه، نظارت بر ترددها و تحرکات دریایی محدوده دریای مکران و نوار ساحلی بندر گواتر، پسابندر و بندر بریس عنوان شده است.